# Lago Aguelmame Sidi Ali
Lago Aguelmame Sidi Ali o Lago Aguelmam n' Sidi Ali (en árabe: بحيرة أكلمام سيدي علي) es un lago que se encuentra en la provincia de Jenifra, región de Meknès-Tafilalet, en el país africano de Marruecos. Situado a una altitud de 2.100 metros, Aguelmame Sidi Ali tiene una superficie aproximada de 400 hectáreas y una profundidad de 36 metros. Limita con la provincia de Ifrane en el Atlas Medio.